# Maria Janowska-Kopczyńska
Maria Kopczyńska-Janowska (ur. 20 marca 1890 w Inowrocławiu, zm. 31 grudnia 1977 w Poznaniu) – polska śpiewaczka operowa i operetkowa, sopranistka i mezzosopranistka oraz reżyserka operowa.

## Życiorys
Była córką krawca, Jana Janowskiego i Pelagii z Kloskowskich. Od 1903 r., czyli od śmierci matki, przebywała w Poznaniu pod opieką wujka, przemysłowca Apolinarego Klóskowskiego. Brała wówczas lekcje śpiewu i gry na fortepianie. Śpiewała również w chórze Towarzystwa Muzycznego „Lutnia”. Jej debiut śpiewaczy miał miejsce 9 września 1912 w Teatrze Polskim w Poznaniu, kiedy kierowali nim Nuna Młodziejowska-Szczurkiewiczowa i Bolesław Szczurkiewicz. Po studiach w Paryżu powróciła do Poznania, gdzie od 1915 do 1919 r. śpiewała w Operze Poznańskiej (wówczas była to scena niemiecka). Po odzyskaniu przez Polskę niepodległości kontynuowała występy na tej scenie, już po polsku. W wyniku sporów z dyrekcja Opery Poznańskiej porzuciła to zatrudnienie i zaangażowała się do Opery w Akwizgranie, gdzie występowała w latach 1920–1923. Od 1923 do 1932 r. pracowała w Operze Lipskiej, odnosząc tam duże sukcesy. Występowała gościnnie na scenach Berlina, Drezna, Kassel, Monachium, Amsterdamu, Kopenhagi oraz Bayreuth. W tym ostatnim mieście była jedyną polską śpiewaczka operową w okresie międzywojennym.
Od jesieni 1933 powróciła na stałe do Poznania. Na scenie tutejszej Opery, do 1957 r. zaśpiewała partie mezzosopranowe w 34 operach. W swoim repertuarze dysponowała około 130 partiami operowymi i operetkowymi.
Była solistką, ale i reżyserem. Jako reżyser operowy zadebiutowała 10 grudnia 1933 polską premierą Così fan tutte Wolfganga Amadeusa Mozarta. Do 1949 wystawiła łącznie trzydzieści oper i operetek, wykorzystując w dużym stopniu swoje wcześniejsze doświadczenia z zagranicy.
Od grudnia 1939 do 1944 r. mieszkała w Warszawie i współpracowała artystycznie z Zygmuntem Latoszewskim. Po zakończeniu II wojny światowej powróciła znowu do Poznania, gdzie oprócz śpiewu i reżyserki, prowadziła też działalność pedagogiczną. Od 1945 do 1949 r. nauczała w Państwowej Szkole Muzycznej. W latach 1949–1951 prowadziła klasę gry scenicznej w Państwowej Wyższej Szkole Operowej, natomiast od 1951 do 1965 r. była profesorem klasy śpiewu i gry scenicznej poznańskiej Państwowej Wyższej Szkoły Muzycznej. Na emeryturę przeszła w 1963 r.
Pochowana 7 stycznia 1978 na Cmentarzu Junikowskim w Poznaniu (pole 30, kwatera 1-8-398).

## Rodzina
Była żoną Kajetana Kopczyńskiego (1879−1940), aktora i śpiewaka. Ślub odbył się w 1910. Mieli córkę, Antoninę (ur. 1911), która była artystką estradową o pseudonimie Tola Korian.

## Ordery i odznaczenia
- Złoty Krzyż Zasługi (dwukrotnie: po raz drugi 22 lipca 1953[3])